# Spathius flavicornis
Spathius flavicornis är en stekelart som beskrevs av Szepligeti 1913. Spathius flavicornis ingår i släktet Spathius och familjen bracksteklar. Inga underarter finns listade i Catalogue of Life.